# 近藤政市
近藤政市（こんどう まさいち、1917年〈大正6年〉8月 - ）は、愛媛県出身の大日本帝国海軍士官、撃墜王。日中戦争、及び第二次世界大戦太平洋戦線において活躍した。1935年に操練を卒業後、中国大陸と南太平洋で4つの母艦航空隊、及び2つの地上基地航空隊に所属した。 中国戦線、及び太平洋戦線での空中戦においては、敵機13機を撃墜したと公認されている。ソロモン諸島上空での空中戦で負傷し、15ヶ月の入院生活を送ったことで、戦死することなく終戦を迎える。